# Педагогічна премія імені Богдана Ступарика
Педагогічна премія імені Богдана Ступарика — щорічна педагогічна премія за заслуги в реалізації державної політики в галузі національної освіти, особистий внесок у впровадження сучасних методів навчання і виховання молоді, в забезпеченні диференційованого підходу до вихованців, виявлення їх індивідуальних особливостей, задатків, обдарувань, розкриттю здібностей, таланту, в досягненні високої результативності своєї праці, за активну громадську діяльність. Метою педагогічної нагороди є поширення передового педагогічного досвіду, розвитку педагогічної науки, покращення навчально-виховної роботи, відзначення найкращих здобутків педагогічних працівників, підтримки творчих особистостей, які роблять значний внесок у розвиток освітянської галузі міста Івано-Франківськ. 
Премія присуджується з 23 березня 2007 року до Дня працівників освіти.

## Історія
У вересні 2007 року з ініціативи управління освіти та науки виконавчого комітету Івано-Франківської міської ради до 5-річчя з дня смерті Богдана Михайловича Ступарика запроваджено міську педагогічну премію імені Богдана Ступарика (рішення колегії управління освіти та науки Івано-Франківського міськвиконкому від 26.10.2006 р. «Про міську педагогічну премію імені Богдана Ступарика»). Ця премія є найвищою в місті Івано-Франківську відзнакою за вагомий внесок у педагогічну науку, розвиток дошкільної, загально середньої та позашкільної освіти, впровадження нових передових технологій у навчання та виховання учнів, досягнення високих результатів у педагогічній праці. Положення про міську педагогічну премію імені Богдана Ступарика затверджене рішенням виконавчого комітету Івано-Франківської міської ради Івано-Франківської області від 21.03.2007 р. № 114 «Про міську педагогічну премію імені Богдана Ступарика». Відповідно до рішення колегії управління освіти та науки виконавчого комітету Івано-Франківської міської ради (з 2016 року колегії Департаменту освіти та науки Івано-Франківської міської ради) «Про нагородження премією імені Богдана Ступарика» щорічно премія присуджується трьом особам за підсумками таємного голосування членів колегії.

## Нагорода
Лауреати міської педагогічної премії імені Богдана Ступарика нагороджуються дипломами, почесними знаками та грошовими преміями на загальноміському святі до Дня працівників освіти.

## Клуб лауреатів
У березні 2017 року до 10-річчя заснування премії створений Клуб лауреатів міської педагогічної премії імені Богдана Ступарика. Мета педагогічного клубу — утвердження ідеї національної освіти в духовному просторі міста Франкового.

## Положення про Івано-Франківську міську педагогічну премію імені Богдана Ступарика
1. Міська педагогічна премія імені Богдана Ступарика є найвищою в місті відзнакою за вагомий внесок у педагогічну науку, розвиток дошкільної, загально середньої та позашкільної освіти, впровадження нових передових технологій у навчання та виховання учнів, досягнення високих результатів у педагогічній праці.
2. Щорічно встановлюється три міські педагогічні премії в галузі дошкільної, загальної середньої та позашкільної освіти (за заслуги в реалізації державної політики в галузі національної освіти, особистий внесок у впровадження сучасних методів навчання і виховання молоді, в забезпеченні диференційованого підходу до вихованців, виявлення їх індивідуальних особливостей, задатків, обдарувань, розкриттю здібностей, таланту, в досягненні високої результативності своєї праці, за активну громадську діяльність).
3. Клопотання про нагородження міською педагогічною премією перед колегією управління освіти та науки порушується трудовими колективами, де працюють особи, або їх колегіальним органом управління за погодженням з профспілковим органом. Висунення кандидатур здійснюється гласно.
4. Питання щодо нагородження міською педагогічною премією розглядається та ухвалюється колегією управління освіти та науки.
5. Подання про нагородження міською педагогічною премією вносить на розгляд міському голові колегія управління освіти та науки виконавчого комітету Івано-Франківської міської ради. До подання додається довідка за формою, затвердженою колегією управління освіти та науки, в якій визначаються конкретні заслуги особи, що стали підставою для нагородження.
6. Присудження міської педагогічної премії проводиться розпорядженням міського голови.
7. Розпорядження міського голови про присудження міської педагогічної премії оприлюднюється в засобах масової інформації до 30 вересня кожного року.
8. Особам, ушанованим міською педагогічною премією, присвоюється звання лауреата і вручається диплом та почесний знак.
9. Дипломи та почесні знаки лауреатам вручає міський голова під час урочистого відзначення Дня працівників освіти.
10. Лауреатам виплачується грошова винагорода, розмір якої визначається кожного року міським головою.
11. Повторне нагородження міською педагогічною премією одного й того ж педагога не проводиться.

## Лауреати премії

### Лауреати 2007 року
- Дорошенко Ганна Степанівна
- Кеворкова Ольга Георгіївна
- Пуницька Іванна Іванівна

### Лауреати 2008 року
- Ільків Марія Петрівна
- Загрійчук Лариса Михайлівна
- Головатчик Федір Федорович

### Лауреати 2009 року
- Грицай Тамара Миколаївна
- Гаврилович Романа Іванівна
- Маланій Володимир Харитонович

### Лауреати 2010 року
- Куцакова Ольга Іванівна
- Косик Тамара Петрівна
- Грибович Тетяна Миколаївна

### Лауреати 2011 року
- Яремчук Микола Михайлович
- Сливоцька Тамара Іллівна
- Голіневич Людмила Олександрівна

### Лауреати 2012 року
- Слюзар Марія Василівна
- Павлюк Марія Петрівна
- Кузьменко Тетяна Вікторівна

### Лауреати 2013 року
- Бідичак Мирослав Романович
- Левицька Світлана Романівна
- Чміль Дмитро Костянтинович

### Лауреати 2014 року
- Коваль Богдан Дмитрович
- Олексин Ярослав Васильович
- Шевчук Галина Степанівна

### Лауреати 2015 року[3]
- Бойчук Святослава Ярославівна
- Долгова Світлана Володимирівна
- Романишин Наталія Йосипівна

### Лауреати 2016 року
- Балицька Галина Іванівна
- Голей Тарас Борисович
- Микула Світлана Олександрівна

### Лауреати 2017 року[4]
- Дейчаківський Ігор Іванович
- Калин Галина Миколаївна
- Завойська Надія Зіновіївна

### Лауреати 2018 року[5]
- Василишин Алла Василівна
- Мурга Любов Іванівна
- Зваричук Леся Іванівна
- Шиптур Тетяна Василівна

### Лауреати 2019 року[6]
- Грекул Галина Іванівна
- Гурик Тетяна Дмитрівна
- Левицька Ганна Василівна

### Лауреати 2020 року[7]
- Ласійчук Петро Михайлович
- Поляничка Ганна Михайлівна
- Скульський Павло Георгійович

### Лауреати 2021 року[8]
- Кучеренко Наталія Богданівна
- Домбровська Марія Василівна
- Мельничук Ігор Євгенович
- Починок Марія Дмитріївна

### Лауреати 2022 року[9]
- Головатий Тарас Володимирович
- Івануляк Микола Миколайович
- Скиданчук Дмитро Михайлович
- Янишин Віктор Михайлович